# アメリカ飼料検査官協会
アメリカ飼料検査官協会（ Association of American Feed Control Officials,  以下AAFCO）はアメリカ非営利団体で、飼料（餌）とペットフードの品質と安全性の基準を設定する。当団体は主に州レベルの官吏が構成員である自主的な組織として、飼料の安全性に関する州の法律および規制を施行する責任を担う。また飼料およびペットフードの標準的な成分の定義と栄養要件を確立する。アメリカのほとんどの州では、AAFCO規準を採用もしくは飼料およびペットフードの規制に使用している。この団体は年に2回、通常は1月と8月に総会を開き組織の業務を遂行しており、委員会と理事会によるAAFCO規準や規制案、成分の定義などに変更が必要かどうか評価する。これを受け、年に1回、AAFCOが承認したすべての文書は、その最新版を公式出版物として発行する。
投票権はアメリカ各州およびプエルトリコ、コスタリカ、カナダ、アメリカ食品医薬品局（FDA）およびアメリカ農務省の代表者に与えられる。さらに、各委員会には投票権のないアドバイザーを置き、主に主に全国穀物飼料協会、ペットフード研究所、アメリカ飼料産業協会などの業界団体から派遣する。
FDAとは異なり、AAFCOには規制当局がないものの、会員はそれぞれの代表する州または連邦機関で執行権限を持つ。飼料成分に関するAAFCOモデル規準は多くの州で採用され、それ以外の州も同様の規制を取り入れている。FDA獣医学センターは2007年、飼料成分の特定においてAAFCOと正式に連携した。

## 公式刊行物
公式出版物には、AAFCOが承認したすべての文書の最新版を掲載する。ペットフードの消費者が購入するには価格が高すぎること、あるいはまた連邦政府発行文書ではないものを典拠とした点で、FDAの法律顧問団の批判を受けた。書籍として刊行し、2013年版以降はオンラインで閲覧できる。